# Spiroplasma diminutum
Spiroplasma diminutum è una specie di batterio appartenente alla famiglia delle Spiroplasmataceae.